# 文冲街道
文冲街道，是中华人民共和国广东省广州市黄埔区下辖的一个乡镇级行政单位。

## 行政区划
文冲街道下辖以下地区：
石化社区、海安社区、文冲社区、开元社区、万科花园社区和金碧领秀社区。